# Malleus Maleficarum
„Malleus Maleficarum“ (на немски: Hexenhammer, Чук за вещиците) е известен трактат по демонология, написан от двама германски монаси, доминиканските инквизитори Хайнрих Крамер (латинизиран вариант на името: Хенрикус Инститорис) и Якоб Шпренгер през 1486 и публикуван за първи път в град Шпайер през 1487 г.
Това е книга – инструкция по разпознаване на вещици, претърпяла в кратък срок множество издания и станала най-популярното ръководство за лов на вещици в последвалия в края на XV – средата на XVII век.
В първата част на трактата се обсъжда необходимостта от дълбокото разбиране от длъжностните лица на мерзостта на магьосничеството, предполагащо отказване от католическата вяра, преданост и поклонение на дявола, жертвоприношение на още непокръстени деца и плътски сношения с инкубуси или сукубуси. Във втората част се разглеждат три вида злодейства, извършвани от вещици и вещери и противодействието срещу всяко от тях. Третата част съдържа правилата за започване на дело срещу вещиците, гарантирането на осъждането им и изпълнението на присъдата.